# Roland Edzard
Pour les articles homonymes, voir Edzard.
Roland Edzard, né le 28 juin 1980 est un réalisateur français, artiste et directeur de la photographie.
Après une enfance dans le Sahara sud algérien, puis une adolescence dans les Vosges alsaciennes, Roland Edzard suit des études d’art à la Hear à Strasbourg, puis au Fresnoy à Tourcoing. Après la peinture, il développe une pratique de la vidéo qui tend à déplacer l’image documentaire vers un espace dramaturgique de fiction.
Ainsi les vidéos Judas et Dormeurs (collection du Musée d’art moderne et contemporain de Strasbourg), tournées lors de deux voyages en Algérie, évoquent la sortie de la décennie noire algérienne, l’enfermement, le rêve d’un ailleurs et l’exil.
Dans les films qui suivent, il met en scène les rapports de force et de violence dans la sphère familiale, où il cherche la dimension tragique et mythologique de ses personnages. Son court métrage « La Plaine » est primé au festival de Cannes 2006 et dans de nombreux festivals dans le monde.
Filmé dans la forêt Vosgienne, son premier long métrage  La Fin du silence, est sélectionné en 2011 à la Quinzaine des cinéastes du festival de Cannes.
Découvert en casting sauvage, le jeune acteur principal Frank Falise est nommé pour les César du meilleur espoir masculin, mais disparaît après sa conversion à l’Islam et suscite des polémiques.
Roland Edzard tirera un documentaire de cet épisode, « West Front », à la recherche de son acteur entre la France, l’Angleterre et l’Irak, rétablissant une vérité sur les fantasmes autour de sa conversion.
En 2021 Roland Edzard retourne dans le Sahara, au nord du Niger, où une ruée vers l’or inédite vient de commencer. Il y filme un groupe de chercheur d'or qui s'aventure dans les montagnes de l'Aïr sur les nouveaux front pionniers de l'or : La Montagne d’or.
Il collabore par ailleurs à de nombreux films en tant que directeur de la photographie.

## Filmographie

### Réalisateur
- 2002 : Judas, Hear / MAMC Strasbourg
- 2003 : Dormeurs, Hear / MAMC Strasbourg
- 2004 : Ombre, Hear / MAMC Strasbourg
- 2005 : Yeux, Le Fresnoy
- 2005 : La Plaine, Le Fresnoy
- 2011 : La Fin du silence, Les films de l'étranger
- 2018 : West Front, Envie de Tempête / Redshoes
- 2025 : La Montagne d'or, Geko films / Wrong Men